# Фрэнк Касл (киноперсонаж, 2004)
Фрэнсис «Фрэнк» Касл-младший (англ. Francis "Frank" Castle Jr.) — персонаж фильма «Каратель» 2004 года от студии Lionsgate Films, основанный на одноимённом антигерое Marvel Comics, созданном сценаристом Джерри Конвеем и художниками Россом Эндрю и Джоном Ромитой—старшим. Роль Касла исполнил Томас Джейн.
Агент ФБР и бывший солдат Фрэнк Касл решает уйти в отставку после операции под прикрытием, в ходе которой был убит Бобби Сэйнт, сын криминального авторитета Говарда Сэйнта. Вместе со своей женой Марией и сыном Уиллом он отправляется на встречу со всей своей семьёй. Сэйнт поручает своим людям убить близких Фрэнка, однако самому Каслу удаётся пережить бойню. Он становится линчевателем по прозвищу Каратель (англ. The Punisher), поочередно уничтожая родственников и союзников Сэйнта, после чего убивает и самого главу семьи, отомстив за дорогих ему людей.

## Создание образа

### Первое появление персонажа
Каратель был придуман Джерри Конвеем, на тот момент сценаристом комикса The Amazing Spider-Man, который черпал вдохновении из популярной книжной серии «Палач», созданной Доном Пендлтоном. Главным героем цикла был ветеран войны во Вьетнаме по имени Мак Болан, ставший серийным убийцей преступников после того, как мафия убила его семью. В интервью 1987 года, Конвей поделился своими воспоминаниями о создании Карателя: «Я был очарован, Палачом, некогда популярным персонажем Дона Пендлтона, и мне хотелось создать персонажа на его основе, однако он не должен был стать его копией. Когда я прописывал арку Шакала, у меня появилась возможность добавить в сюжет персонажа, с помощью которого Шакал сделал бы жизнь Человека-паука невыносимой. На мой взгляд, Каратель подходил на эту роль».
Также Конвей помог разработать характерный костюм персонажа. В 2002 году, Конвей рассказал о процессе создания дизайна антигероя: «В 70-х, когда я писал комиксы для DC и Marvel, я всегда делал несколько скетчей для костюмов новых персонажей — героев и злодеев — которые я потом предлагал художникам как концепцию внешнего вида. Я также сделал скетч костюма Карателя для Marvel, который им понравился». Конвей нарисовал персонажа с маленьким черепом в виде мёртвой головы на одной груди. Главный художник Marvel Джон Ромита-старший взял прототип за основу и увеличил череп на груди, из-за чего тот занял большую часть торса персонажа. Росс Эндрю был первым художником, который полноценно изобразил Карателя в комиксах, представив его в The Amazing Spider-Man #129 (Февраль, 1974).
В 2005 году, Стэн Ли, тогдашний главный редактор Marvel, вспоминал, что именно он предложил имя персонажа:
Джерри Конвей писал сценарий и хотел, чтобы персонаж впоследствии стал героем, придумав для него прозвище Убийца. Я не думал, что мы когда-нибудь выпустим комикс, в котором героя звали бы Убийцей, потому что это слово имеет слишком негативный оттенок. И тогда я вспомнил, что какое-то время назад у меня был относительно неважный персонаж... [который] был одним из роботов [космического злодея] Галактуса по имени Каратель, и я счёл это имя подходящим для персонажа, которого придумал Джерри, поэтому я сказал: «Почему бы не назвать его Карателем?» И, поскольку я был редактором, Джерри сказал: «Хорошо».

### Кастинг и исполнение
В своём интервью режиссёр Джонатан Хенсли и Ави Арад заявили, что Томас Джейн был первым и единственным актёром, который мог бы исполнить главную роль. Джейн изначально дважды отказывался от предложения, так как не видел себя в роли супергероя. Джейн сказал, что заинтересовался этим персонажем, когда Арад отправил ему рисунок Карателя, созданный Тимом Брэдстритом. Узнав больше о Карателе, он согласился. Джейн продолжил читать комиксы о Карателе, благодаря которым смог понять характер главного героя и стать его поклонником. В течение шести-семи месяцев Джейн обучался с SEAL и набрал более двадцати фунтов мышечной массы. В попытках придать его персонажу и фильму в целом более мрачный тон, актёр приносил на съёмочную площадку комиксы о Карателе от художника Тима Брэдстрита.
Первоначально, Lionsgate планировала снять прямое продолжение картины 2004 года, а Джейн был готов подписать контракт на участие сразу в двух сиквелах в случае успеха первой части. Исполнитель роли Карателя также хотел принять участие в написании комикса о похождениях Фрэнка Касла в соавторстве со Стивом Найлзом. К июлю 2005 года Джейн набрал 12 фунтов мышц и выразил надежду, что съёмки начнутся в конце 2006 года.
В конечном итоге, будучи недовольным уклоном фильма «Каратель: Территория войны» в категорию «фильм по комиксам» и снижением уровня реализма, актёр отказался от съёмок: 
«Чего я не буду делать, так это тратить месяцы своей жизни, потея над фильмом, в который я просто не верю. Мне всегда нравились ребята из Marvel и я желаю им всего наилучшего. Между тем, я продолжу искать фильм, который однажды мог бы стоять рядом со всеми теми фильмами, которые фанаты просили меня посмотреть».
Джейн вернулся к роли Карателя в неофициальном короткометражном фильме «Каратель: Грязная стирка» 2012 года. Актёр признался, что снялся бесплатно из любви к своему персонажу. Первоначально, Джейн собирался вернуться к роли Касла в так и не вышедшем продолжении.

## Биография персонажа

### Потеря семьи и конфронтация с Говардом Сэйнтом
ФБР успешно срывает сделку по продаже оружия в Тампа-Бэй, однако, в ходе операции погибает Бобби Сэйнт, сын мафиозного босса Говарда Сэйнта. Другим погибший оказывается Отто Криг, торговца оружием. Тем не менее, смерть Крига была сфальсифицирована, поскольку тот на самом деле являлся тайным агентом ФБР Фрэнком Каслом, который выполнил свою последнюю миссию перед выходом на пенсию.Разгневанный смертью своего сына, Сэйнт приказывает своим людям собрать все возможные сведения о Криге, получив необходимую информацию через подкуп коррумпированных федеральных сотрудников правоохранительных органов. Он приказывает убить Касла, когда тот отправится на запланированный отдых вместе со всей своей семьёй и, по настоянию жены, поручает устранить всех его близких. Во время воссоединения Касла и его родственников, люди Сэйнта, включая его ближайшего соратника Квентина Гласса и брата-близнеца Бобби Джона, убивают всю семью Фрэнка. Последнему удаётся пережить расстрел и местный рыбак помогает Каслу оправиться от тяжёлых ранений.
Поскольку полиция и ФБР отказываются привлечь к ответственности виновных, опасаясь влияния Сэйнта, Касл переезжает в заброшенные апартаменты, в которых проживают три общественных изгоя — Джоан, Бампо и Дэйв, где и начинает подготовку уничтожения империи Сэйнта. С помощью информации, предоставленной Микки Дюкой, одним из приспешником Сэйнта, Касл изучает членов семьи своего заклятого врага, отслеживая каждое передвижение Сэйнтов, а также обнаруживает, что Гласс является гомосексуалистом. Фрэнк открыто подрывает бизнес Сэйнта и саботирует его сотрудничество с кубинскими партнёрами.
Обнаружив, что Касл выжил, Сэйнт приказывает своим людям убить его. Один из них, Гарри Торнтон, устраивает Фрэнку засаду на мосту, однако Касл убивает его выстрелом в горло баллистическим ножом. Впоследствии наёмный убийца по прозвищу Русский жестоко избивает Касла в его собственной квартире, однако Фрэнк вновь выходит победителем из сражения. Соседи Касла обрабатывают его раны и прячут в лифте, когда люди Сэйнта приходят за ним. Когда Дэйв и Бампо отказываются выдать местоположение Касла, Гласс пытает Дэйва, выщипывая каждый его пирсинг плоскогубцами. Они оставляют одного из своих людей, чтобы перехватить Касла, но Касл убивает его после того, как они уходят.
С помощью Микки, Касл выдаёт себя за анонимного шантажиста и, отвлекая внимание Гласса, подбрасывает в его машину серёжку жены Сэйнта. Когда Сэйнт находит серёжку, он забивают Гласса до смерти. Несмотря на убеждения своей жены о том, что Гласс был геем, Сэйнт обвиняет её в измене со своим лучшим другом. Он бросает супругу с эстакады на железнодорожный путь, где её сбивает поезд.
Воспользовавшись трауром Сэйнта, Касл нападает на клуб своего врага и убивает каждого члена его банды, включая оставшегося сына Джона. Сэйнт сбегает из здания, будучи тяжело раненым. Касл преследует его и первым подстреливает оппонента. Когда Сэйнт оказывается на последнем издыхании, Касл раскрывает свой план который привёл к тому, что Сэйнт убил своего друга и жену. Он привязывает Сэйнта к машине, которая увозит того на парковку клуба, где Касл, предварительно заминировав другие автомобили, активирует взрывчатку, после чего Сэйнт погибает в образовавшемся взрыве, что вкупе с машинами образует череп.
Касл, отомстив за убийство своей семьи, возвращается домой и готовится покончить с собой. Он передумывает, когда перед ним возникает видение его жены, вместо этого решив продолжить борьбу с преступностью. Он оставляет соседям часть денег Сэйнта в качестве прощального подарка в знак благодарности за его спасение. Затем Фрэнк, пребывая в одиночестве на мосту Саншайн-Скайуэй на закате, мысленно клянётся уничтожить убийц, насильников, психопатов, садистов и всех тех, кто каким-либо образом угрожает невинным людям, провозгласив себя Карателем.

### Помощь гражданским
Фрэнк Касл просыпается в своём фургоне в захудалом районе города, чтобы отнести грязное белье в прачечную. По дороге к ней Фрэнк становится свидетелем нападения бандитов на проституток. Златозуб, лидер банды, ведёт одну из них в переулок, где избивает и насилует. Фрэнк, который слышит крики женщины издалека, продолжает заниматься своими делами и кладёт бельё в стиральную машину.
Через несколько минут мальчик по имени ДеШон пересекает район и подвергается преследованиям со стороны банды. Златозуб предлагает мальчику продавать для него наркотики. Когда ДеШон отказывается, члены банды начинают его грабить. После небольшого диалога с Златозубом, Фрэнк идёт в винный магазин через улицу, чтобы купить бутылку Yoo-hoo. Там продавец-инвалид по имени Большой Майк рассказывает ему, что два года назад он был свидетелем подобной ситуации и, попытавшись вмешаться, остался на всю жизнь калекой.
Фрэнк платит за Yoo-hoo и покупает бутылку Jack Daniel's, с помощью которой забивает насмерть некоторых членов банды, а остальных убивает при помощи их же пистолетов и ножей. Затем Касл ломает Златозубу правую руку и обе ноги, прежде чем спросить его, знает ли он, в чём заключается разница между правосудием и наказанием, после чего выливает на головореза виски. Фрэнк достаёт зажигалку и кладёт её на землю, прежде чем вернуться в прачечную.
Избитая проститутка возвращается на место происшествия, чтобы взять зажигалку и поджечь лидера банды, в то время как Фрэнк возвращается к своему фургону с постиранным бельём. ДеШон подходит к нему, чтобы вернуть футболку, которую он уронил, но Фрэнк отдаёт её юноше. Когда Фрэнк уезжает, ДеШон разворачивает футболку, на которой видит символ Карателя.

## Другие появления
В 2004 году, в рамках продвижения фильма, Marvel Comics выпустила ограниченную серию-адаптацию из трёх выпусков. В том же году вышел комикс-приквел к событиям фильма.
Фрэнк Касл, озвученный Томасом Джейном, является главным героем игры The Punisher 2005 года, представляющей собой вольное продолжение одноимённого фильма, но при этом она содержит несколько несоответствий (Каратель является ветераном войны во Вьетнаме, а не войны в Персидском заливе; во флешбэках демонстрируются панели из комиксов со смертью семьи Касла, что никак не соотносится с тем, что показано в фильме; Русский жив и по сюжету встречается с Карателем впервые), из-за которых для неё была выделена отдельная вселенная — Земля-50116. Большая часть повествования разворачивается во флэшбеке в то время как самого Касла допрашивают полицейские. По сюжету, Каратель противостоит таким известным преступникам как: Ма Ньюччи, Меченый, Кингпин и Джигсо, которым оказывается сын Говарда Сэйнта Джон, выживший после нападения Фрэнка на клуб его отца. Во время допроса в тюрьме вспыхивает бунт. Каратель сбегает из своей камеры и сталкивается лицом к лицу с Джигсо, в конечном итоге побеждая его, несмотря на украденную броню Железного человека, которую носил последний. Улетая на вертолёте, Каратель сбрасывает Джигсо с большой высоты.

## Критика
Томас Джейн был удостоен положительных отзывов кинокритиков за роль Фрэнка Касла / Карателя. Роджер Эберт похвалил актёра, заявив, что «[Джейн] полностью соответствует мрачному тону фильма и эффективен в боевых сценах». Джо Лейдон из Variety отметил: «Джейн находится в прекрасной физической форме и передаёт задумчивую серьезность, а также очень круто смотрится в фирменной футболке Карателя с черепом».
Фанаты Marvel также высоко оценили интерпретацию Карателя в исполнении Джейна. Крис Симс из ComicsAlliance заявил, что «в нём [короткометражном фильме] главный герой показан на стыке фильма «Каратель» 2004 года и комиксов, поскольку в картине 2004 года Карателя больше заботила месть, а не помощь простым людям.
Джон Бернтал, который исполнил роль Фрэнка Касла в Кинематографической вселенной Marvel, вдохновлялся игрой Джейна в короткометражном фильме.